# Arnold Bennett
Enoch Arnold Bennett, (Shelton, 27. svibnja 1867. – London, 27. ožujka 1931.) engleski je književnik. Autor je tridesetak knjiga proze, eseja i drama. Najpoznatiji su mu romani u kojima naturalistički opisuje život siromašnih seljaka u industrijskom kraju Staffordshireu. 
Najvažnija su mu djela: Grand hotel Babilon (1902.), Priča starih žena (1908.), Obitelj Clayhanger (1910.).